# Katharinenkirche (Kemel)

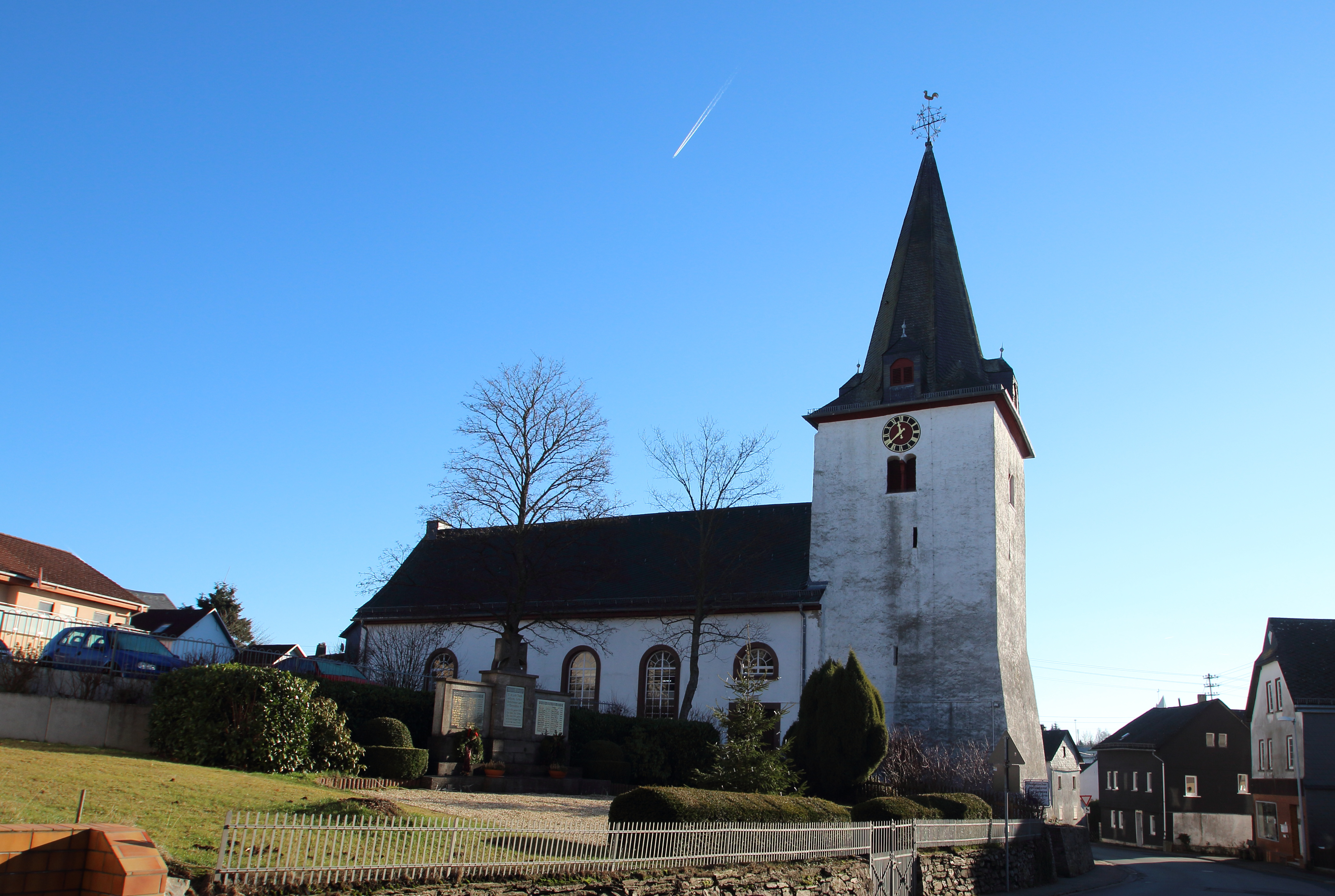
Katharinenkirche in Kemel

Die evangelische Katharinenkirche ist ein denkmalgeschütztes Kirchengebäude in Kemel, einem Ortsteil der Flächengemeinde Heidenrod im Rheingau-Taunus-Kreis in Hessen. Die Kirchengemeinde gehört zum Dekanat Rheingau-Taunus in der Propstei Rhein-Main der Evangelischen Kirche in Hessen und Nassau.

## Beschreibung
Die langgestreckte Saalkirche wurde um 1830 gebaut. Der quadratische Kirchturm im Westen ist romanischen Ursprungs. Er gehörte zu einer Wehrkirche, wie an den Schießscharten zu sehen ist. Sein oberstes Geschoss beherbergt die Turmuhr und hinter den als Biforien gestalteten Klangarkaden den Glockenstuhl, in dem eine Kirchenglocke aus dem ersten Viertel des 14. Jahrhunderts hängt. Sein achtseitiger, schiefergedeckter, spitzer Helm mit den vier Dachgauben wurde ihm erst 1693 aufgesetzt. Das mit einem Satteldach bedeckte Kirchenschiff hat an den Längsseiten Bogenfenster. 
Der mit einem flachen Tonnengewölbe überspannte Innenraum hat Emporen an drei Seiten, außerdem eine Empore für die Orgel mit 12 Registern, einem Manual und Pedal, die 1973 von G. F. Steinmeyer & Co. gebaut wurde. Sie enthält noch Teile einer Orgel, die 1770 Johann Wilhelm Schöler für die Kirche in Bad Schwalbach gebaut hatte. Vor der Orgelempore schwebt die Kanzel von 1697 über dem Altar.